# A Patotinha
A Patotinha foi um grupo vocal feminino formado por um quarteto infantojuvenil na cidade de São Paulo, já no final da década de 1970, com repertório para as matinês sob o selo RCA Victor. Era originalmente formado por Mônica Toniolo, Cecília Salazar, Márcia Jardim e Kátia Romão.

## Carreira
O grupo começou ainda criança, com o lançamento do álbum Brincando de Roda numa Discotheque, de 1978, o álbum trouxe cantigas de roda com arranjos de música disco, que era a moda da época e a gravadora aproveitou o sucesso para lançar um compacto duplo com canções de natal intitulado "Natal Numa Discotheque / Réveillon Numa Discotheque", esse lançamento tornou-se o maior sucesso do grupo, rendeu o primeiro disco de ouro recebido pelas meninas e vendeu mais de 400 mil cópias. O primeiro álbum ganharia uma sequência em 1981, após o lançamento de mais dois álbuns A Patotinha em Férias, de 1978 e Datas Festivas, de 1979. O sucesso do grupo seria consolidado no ano sequinte com o compacto duplo e o álbum Ao Sucesso com a Patotinha, de 1980, que trouxe o sucesso Melô dos patins (Não Empurre, Não Force). Até esse lançamento todos os álbuns do grupo tinham vendido em torno de 100 mil cópias. Dois anos depois, em 1982, outro sucesso com "Baile dos Passarinhos", a canção seria regravada por vários artistas, como o apresentador Gugu Liberato. Outra música de trabalho do grupo foi lançada em 1984, com composição de Michael Sullivan e Paulo Massadas, a canção ABC fez parte do álbum Clube do Bozo, trilha do programa Bozo do SBT, e tornou-se mais um sucesso de popularidade. Em 1986, sai a integrante Cecilia e entra Eliana, hoje apresentadora de televisão, essa seria a última formação de A Patotinha que durou até o começo de 1990, até que uma formação nova surgiu em 1992, com 4 novas integrantes. O grupo lançou apenas um álbum e ficou pouco tempo em atividade mudando de integrantes frequentemente.
Ao todo A Patotinha gravou 11 LPs e 17 compactos, sendo que um LP foi gravado em espanhol.

## Discografia

### Álbuns de estúdio
| Ano  | Título                             | Informações                                                      |
| ---- | ---------------------------------- | ---------------------------------------------------------------- |
| 1978 | Brincando de Roda numa Discotheque | - Lançamento: 1978 - Formatos: LP, K7 - Gravadora: RCA Pure Gold |
| 1978 | A Patotinha em Férias              | - Lançamento: 1978 - Formatos: LP, K7 - Gravadora: RCA Pure Gold |
| 1979 | Datas Festivas                     | - Lançamento: 1979 - Formatos: LP, K7 - Gravadora: RCA Pure Gold |
| 1980 | Ao Sucesso com A Patotinha         | - Lançamento: 1980 - Formatos: LP, K7 - Gravadora: RCA Pure Gold |
| 1981 | Brincando de Roda Vol. 2           | - Lançamento: 1981 - Formatos: LP, K7 - Gravadora: RCA Victor    |
| 1982 | Energia A 1.000 Cilindradas        | - Lançamento: 1982 - Formatos: LP, K7 - Gravadora: RCA Vik       |
| 1983 | A Gente Tem Que se Ligar           | - Lançamento: 1983 - Formatos: LP, K7 - Gravadora: RCA Victor    |
| 1987 | A Patotinha                        | - Lançamento: 1987 - Formatos: LP, K7 - Gravadora: 3M            |
| 1992 | Dance com A Patotinha              | • Lançamento: 1992 • Formatos: LP, CD • Gravadora: RGE Discos    |

### Álbuns de compilação
| Faixas do álbum |
| --- |
| Lado A 1. Não Empurre, Não Force (Melô Dos Patins) 2. De Do Do Do, De Da Da Da 3. Vamos Dançar Reggae 4. Grafitti 5. Vejo Um Barco Sobre Rio 6. O Cravo Brigou Com A Rosa / Tindolelê / Na Mão Direita 7. A Moda É Ser Feliz 8. Canção Da Criança Lado B 1. Ob-la-di Ob-la-da / Submarino Amarelo 2. Pastorinhas / Tentem / João Da Rocha 3. Moscou 4. Misha O Ursinho 5. Pipotan... Palavra Mágica 6. Nesta Rua Tem Um Bosque / A, E, I, O, U / Escravos De Jô 7. O Pica Pau / A Festa Do Bolinha / O Bom Menino / Lili / Papai Walt Disney 8. Parabéns A Você |

| Faixas do álbum |
| --- |
| Lado A 1. 15 Anos 2. Não Empurre, Não force (Melô dos Patins) 3. Rock Mary 4. Amigo 5. Vamos Namorar/País Tropical/Até Stembro/Ritmo da Chuva/Festa de Arromba/Pérfida/Vesti Azul/La Bamba 6. Rua Augusta Lado B 1. Lindo Balão Azul 2. O Calhambeque/Jesus Cristo/Eu Quero Apenas/ 3. Ob-La-Di Ob-La-Da/Submarino Amarelo 4. O Gato/Estúpido Cupido/Banho de Lua/Lacinhos Cor de Rosa/Vestido de Bolinha Amarelinho Tão Pequenininho 5. Baile dos Passarinhos 6. 1.000 Cilidradas 7. O Escândalo |

| Faixas do álbum |
| --- |
| 1. Não Empurre, Não Force 2. Alô! Alô! Marciano 3. O Escândalo 4. Lindo Balão Azul 5. Eu Entrei Na Roda/A Canoa Virou/Eu Fui No Toror 6. Olhando Para O Céu 7. Ciranda, Cirandinha/Eu Sou Rico, Rico,Rico 8. Moscou 9. De Do Do Do, De Da Da Da 10. Canção Da Criança 11. Ob-la-Di, Ob-La-Da/ Submarino Amarelo 12. Rua Agusta 13. Amigo 14. Vamos Nessa 15. Menino Do Rio 16. Misha, O Ursinho 17. Abri A Porta 18. Sapo Cururu/Carneirinho, Carneirão 19. Tema Da Patotinha 20. Nosso Ano 21. A Gente Tem Que Se Ligar |

### Compactos
- 1978: Natal Numa Discotheque / Réveillon Numa Discotheque